# Guillermo Coria
Guillermo Coria (* 13. ledna 1982, Rufino, Argentina) je bývalý argentinský profesionální tenista. Nejlepšího umístění na žebříčku ATP dosáhl 3. května 2004, kdy mu patřilo 3. místo. Jeho největším úspěchem byl postup do finále French Open 2004, kde podlehl svému krajanovi Gastónu Gaudiovi až v pátém setu. Celkem na okruhu ATP vyhrál 9 turnajů.
Jeho mladší bratr Federico Coria je rovněž profesionální tenista.